# 西中拓史
西中 拓史（にしなか たくし、1987年 - ）は、日本の映画監督。

## 人物・来歴
岡山県出身。大阪芸術大学芸術学部映像学科卒業。
2009年『APE』を大阪芸術大学の卒業制作として監督、第32回ぴあフィルムフェスティバルにおいては、入選とはならなかったが評価を得る。その後は、なら国際映画祭をはじめ、清水映画祭、うえだ城下町映画祭、京都造形芸術大学映画祭などで、大賞や観客賞を受賞。
2011年映画監督 河瀬直美により世界の著名な映画監督に3分11秒の短編映像を紡ぐ、
プロジェクト『3.11 A Sense of Home Films』が立案され、21人の監督のうちの1人として作品を制作した。

## 作品

### 短編映画
- 3.11 A Sense of Home Films　「弥生」

### 長編映画
- APE